# Lijst van Belgische ministers van Defensie
Dit is een lijst van ministers van Oorlog, Landsverdediging of Defensie in de Belgische federale regering. De minister is bevoegd voor de Defensie van België. 

## Lijst
| Nr.   | Minister | Minister                                   | Partij | Partij            | Begin             | Einde             | Regering(en)                                                                         | Bevoegdheid                                |
| ----- | -------- | ------------------------------------------ | ------ | ----------------- | ----------------- | ----------------- | ------------------------------------------------------------------------------------ | ------------------------------------------ |
| 1     |          | Albert Goblet d'Alviella (1790-1873)       |        | Liberalen         | 26 februari 1831  | 24 maart 1831     | Goblet                                                                               | Oorlog                                     |
| 2     |          | Constant d'Hane de Steenhuyse (1790-1850)  |        | Liberalen         | 24 maart 1831     | 18 mei 1831       | De Sauvage                                                                           | Oorlog                                     |
| [ 1 ] |          | Charles de Brouckère (1796-1860)           |        | Liberalen         | 18 mei 1831       | 25 mei 1831       | De Sauvage                                                                           | Oorlog                                     |
| 3     |          | Amédée de Failly (1789-1853)               |        | Liberalen         | 25 mei 1831       | 16 augustus 1831  | De Sauvage De Mûelenaere                                                             | Oorlog                                     |
| [ 1 ] |          | Charles de Brouckère (1796-1860)           |        | Liberalen         | 16 augustus 1831  | 15 maart 1832     | De Mûelenaere                                                                        | Oorlog                                     |
| [ 1 ] |          | Félix de Mérode (1791-1857)                |        | Katholieken       | 15 maart 1832     | 20 mei 1832       | De Mûelenaere                                                                        | Oorlog                                     |
| 4     |          | Louis Evain (1775-1852)                    |        | extraparlementair | 20 mei 1832       | 19 augustus 1836  | De Mûelenaere Goblet-Lebeau De Theux de Meylandt I                                   | Oorlog                                     |
| [ 1 ] |          | Félix de Mérode (1791-1857)                |        | Katholieken       | 27 december 1833  | 4 augustus 1834   | Goblet-Lebeau                                                                        | Marine                                     |
| 5     |          | Jean-Pierre Willmar (1790-1858)            |        | Katholieken       | 19 augustus 1836  | 18 april 1840     | De Theux de Meylandt I                                                               | Oorlog                                     |
| 6     |          | Gérard Buzen (1784-1842)                   |        | Liberalen         | 18 april 1840     | 5 februari 1842   | Lebeau De Mûelenaere-Nothomb                                                         | Oorlog                                     |
| 7     |          | Félix de Liem (1792-1875)                  |        | Liberalen         | 6 februari 1842   | 5 april 1843      | De Mûelenaere-Nothomb                                                                | Oorlog                                     |
| [ 1 ] |          | Léandre Desmaisières (1794-1864)           |        | Katholieken       | 5 april 1843      | 16 april 1843     | De Mûelenaere-Nothomb                                                                | Oorlog                                     |
| 8     |          | Pierre Dupont (1795-1878)                  |        | extraparlementair | 16 april 1843     | 27 februari 1846  | Nothomb Van de Weyer                                                                 | Oorlog                                     |
| 9     |          | Jules Joseph d'Anethan (1803-1888)         |        | Katholieken       | 27 februari 1846  | 31 maart 1846     | Van de Weyer                                                                         | Oorlog                                     |
| 10    |          | Albert Prisse (1788-1856)                  |        | Katholieken       | 31 maart 1846     | 12 augustus 1847  | De Theux de Meylandt II                                                              | Oorlog                                     |
| 11    |          | Félix Chazal (1808-1892)                   |        | Liberale Partij   | 12 augustus 1847  | 15 juli 1850      | Rogier I                                                                             | Oorlog                                     |
| [ 1 ] |          | Charles Rogier (1800-1885)                 |        | Liberale Partij   | 15 juli 1850      | 12 augustus 1850  | Rogier I                                                                             | Oorlog                                     |
| 12    |          | Mathieu Brialmont (1789-1885)              |        | Liberale Partij   | 12 augustus 1850  | 20 januari 1851   | Rogier I                                                                             | Oorlog                                     |
| [ 1 ] |          | Charles Rogier (1800-1885)                 |        | Liberale Partij   | 20 januari 1851   | 13 juni 1851      | Rogier I                                                                             | Oorlog                                     |
| 13    |          | Victor Anoul (1792-1862)                   |        | Liberale Partij   | 13 juni 1851      | 30 maart 1855     | Rogier I De Brouckère                                                                | Oorlog                                     |
| 14    |          | Léonard Greindl (1798-1875)                |        | extraparlementair | 30 maart 1855     | 9 november 1857   | De Decker                                                                            | Oorlog                                     |
| 15    |          | Edouard Berten (1806-1887)                 |        | Liberale Partij   | 9 november 1857   | 6 april 1859      | Rogier II                                                                            | Oorlog                                     |
| (11)  |          | Félix Chazal (1808-1892)                   |        | Liberale Partij   | 6 april 1859      | 12 november 1866  | Rogier II                                                                            | Oorlog                                     |
| [ 1 ] |          | Alphonse Vandenpeereboom (1812-1884)       |        | Liberale Partij   | 12 november 1866  | 13 december 1866  | Rogier II                                                                            | Oorlog                                     |
| 16    |          | Auguste Goethals (1812-1888)               |        | extraparlementair | 13 december 1866  | 3 januari 1868    | Rogier II                                                                            | Oorlog                                     |
| 17    |          | Bruno Renard (1804-1879)                   |        | extraparlementair | 3 januari 1868    | 2 juli 1870       | Frère-Orban I                                                                        | Oorlog                                     |
| 18    |          | Henri Guillaume (1812-1877)                |        | extraparlementair | 2 juli 1870       | 10 december 1872  | D'Anethan De Theux-Malou                                                             | Oorlog                                     |
| [ 1 ] |          | Guillaume d'Aspremont Lynden (1815-1889)   |        | Katholieke Partij | 10 december 1872  | 23 december 1872  | De Theux-Malou                                                                       | Oorlog                                     |
| [ 1 ] |          | Jules Malou (1810-1886)                    |        | Katholieke Partij | 23 december 1872  | 25 maart 1873     | De Theux-Malou                                                                       | Oorlog                                     |
| 19    |          | Séraphin Thiebault (1811-1879)             |        | extraparlementair | 25 maart 1873     | 19 juni 1878      | De Theux-Malou                                                                       | Oorlog                                     |
| (17)  |          | Bruno Renard (1804-1879)                   |        | extraparlementair | 19 juni 1878      | 29 juni 1879      | Frère-Orban II                                                                       | Oorlog                                     |
| [ 1 ] |          | Pierre Van Humbeeck (1829-1890)            |        | Liberale Partij   | 29 juni 1879      | 8 september 1879  | Frère-Orban II                                                                       | Oorlog                                     |
| 20    |          | Jean Liagre (1815-1891)                    |        | extraparlementair | 8 september 1879  | 21 juni 1880      | Frère-Orban II                                                                       | Oorlog                                     |
| [ 1 ] |          | Pierre Van Humbeeck (1829-1890)            |        | Liberale Partij   | 21 juni 1880      | 6 november 1880   | Frère-Orban II                                                                       | Oorlog                                     |
| 21    |          | Guillaume Gratry (1822-1885)               |        | extraparlementair | 6 november 1880   | 16 juni 1884      | Frère-Orban II                                                                       | Oorlog                                     |
| 22    |          | Charles Pontus (1829-1907)                 |        | extraparlementair | 16 juni 1884      | 4 mei 1893        | Malou, Beernaert                                                                     | Oorlog                                     |
| 23    |          | Jacques Brassine (1830-1899)               |        | extraparlementair | 4 mei 1893        | 11 november 1896  | Beernaert, De Burlet, De Smet de Naeyer I                                            | Oorlog                                     |
| [ 1 ] |          | Jules Vandenpeereboom (1843-1917)          |        | Katholieke Partij | 11 november 1896  | 5 augustus 1899   | De Smet de Naeyer I, Vandenpeereboom                                                 | Oorlog                                     |
| 24    |          | Alexandre Cousebant d'Alkemade (1840-1922) |        | extraparlementair | 5 augustus 1899   | 2 mei 1907        | De Smet de Naeyer II                                                                 | Oorlog                                     |
| 25    |          | Joseph Hellebaut (1842-1924)               |        | extraparlementair | 2 mei 1907        | 23 februari 1912  | De Trooz, Schollaert, De Broqueville I                                               | Oorlog                                     |
| [ 1 ] |          | Charles de Broqueville (1860-1940)         |        | Katholieke Partij | 23 februari 1912  | 3 april 1912      | De Broqueville I                                                                     | Oorlog                                     |
| 26    |          | Victor Michel (1851-1918)                  |        | extraparlementair | 3 april 1912      | 11 november 1912  | De Broqueville I                                                                     | Oorlog                                     |
| 27    |          | Charles de Broqueville (1860-1940)         |        | Katholieke Partij | 11 november 1912  | 4 augustus 1917   | De Broqueville I en II                                                               | Oorlog                                     |
| 28    |          | Armand De Ceuninck (1858-1935)             |        | extraparlementair | 4 augustus 1917   | 21 november 1918  | De Broqueville II en Cooreman                                                        | Oorlog                                     |
| 29    |          | Fulgence Masson (1854-1942)                |        | Liberale Partij   | 21 november 1918  | 4 februari 1920   | Delacroix I en II                                                                    | Oorlog                                     |
| 30    |          | Paul-Emile Janson (1872-1944)              |        | Liberale Partij   | 4 februari 1920   | 30 september 1920 | Delacroix II                                                                         | Landsverdediging                           |
| [ 1 ] |          | Henri Jaspar (1870-1939)                   |        | Katholieke Partij | 30 september 1920 | 20 november 1920  | Delacroix II                                                                         | Landsverdediging                           |
| 31    |          | Albert Devèze (1881-1959)                  |        | Liberale Partij   | 20 november 1920  | 6 augustus 1923   | Carton de Wiart, Theunis I en II                                                     | Landsverdediging                           |
| 32    |          | Pierre Forthomme (1877-1959)               |        | Liberale Partij   | 6 augustus 1923   | 13 mei 1925       | Theunis II en III                                                                    | Landsverdediging                           |
| 33    |          | Albert Hellebaut (1868-1951)               |        | extraparlementair | 13 mei 1925       | 17 juni 1925      | Van de Vyvere                                                                        | Landsverdediging                           |
| 34    |          | Prosper Kestens (1867-1945)                |        | extraparlementair | 17 juni 1925      | 16 januari 1926   | Poullet                                                                              | Landsverdediging                           |
| [ 1 ] |          | Prosper Poullet (1868-1937)                |        | Katholieke Unie   | 16 januari 1926   | 20 mei 1926       | Poullet                                                                              | Landsverdediging                           |
| (27)  |          | Charles de Broqueville (1860-1940)         |        | Katholieke Unie   | 20 mei 1926       | 6 juni 1931       | Jaspar I, II, III                                                                    | Landsverdediging                           |
| 35    |          | Léon Dens (1869-1940)                      |        | Liberale Partij   | 6 juni 1931       | 23 mei 1932       | Renkin I                                                                             | Landsverdediging                           |
| 36    |          | Paul Crokaert (1875-1955)                  |        | Katholieke Unie   | 23 mei 1932       | 22 oktober 1932   | Renkin II                                                                            | Landsverdediging                           |
| 42    |          | Georges Theunis (1873-1966)                |        | Katholieke Unie   | 22 oktober 1932   | 17 december 1932  | De Broqueville III                                                                   | Minister van Landsverdediging              |
| (35)  |          | Albert Devèze (1881-1959)                  |        | Liberale Partij   | 17 december 1932  | 13 juni 1936      | De Broqueville IV, De Broqueville V, Theunis IV, Van Zeeland I                       | Minister van Landsverdediging              |
| 43    |          | Henri Denis (1877-1957)                    |        | technicus         | 13 juni 1936      | 28 augustus 1940  | Van Zeeland II, Janson, Spaak I, Pierlot I, II, III en IV                            | Minister van Landsverdediging              |
| 44    |          | Camille Gutt (1884-1971)                   |        | extraparlementair | 22 november 1940  | 12 oktober 1942   | Pierlot V                                                                            | Minister van Landsverdediging              |
| 45    |          | Hubert Pierlot (1883-1963)                 |        | Katholieke Unie   | 12 oktober 1942   | 26 september 1944 | Pierlot V                                                                            | Minister van Landsverdediging              |
| S     |          | Henri Rolin (1891-1973)                    |        | PSB               | 19 februari 1942  | 2 oktober 1942    | Pierlot V                                                                            | Onderstaatssecretaris van landsverdediging |
| 46    |          | Fernand Demets (1884-1952)                 |        | Liberale Partij   | 26 september 1944 | 12 februari 1945  | Pierlot VI, VII                                                                      | Minister van Landsverdediging              |
| 47    |          | Léon Mundeleer (1885-1964)                 |        | Liberale Partij   | 12 februari 1945  | 13 maart 1946     | Van Acker I en II                                                                    | Minister van Landsverdediging              |
| 48    |          | Raoul de Fraiteur (1895-1984)              |        | technicus         | 13 maart 1946     | 11 augustus 1949  | Spaak II, Van Acker III, Huysmans, Spaak III en IV                                   | Minister van Landsverdediging              |
| (35)  |          | Albert Devèze (1881-1959)                  |        | Liberale Partij   | 11 augustus 1949  | 8 juni 1950       | G. Eyskens I                                                                         | Minister van Landsverdediging              |
| 49    |          | Henri Moreau de Melen (1902-1992)          |        | PSC               | 8 juni 1950       | 16 augustus 1950  | Duvieusart                                                                           | Minister van Landsverdediging              |
| 50    |          | Etienne De Greef (1900-1995)               |        | technicus         | 16 augustus 1950  | 23 april 1954     | Pholien en Van Houtte                                                                | Minister van Landsverdediging              |
| 51    |          | Antoon Spinoy (1906-1967)                  |        | BSP               | 23 april 1954     | 26 juni 1958      | Van Acker IV                                                                         | Minister van Landsverdediging              |
| 52    |          | Arthur Gilson (1915-2004)                  |        | PSC               | 26 juni 1958      | 25 april 1961     | G. Eyskens II en III                                                                 | Minister van Landsverdediging              |
| 53    |          | Paul-Willem Segers (1900-1983)             |        | CVP               | 25 april 1961     | 28 juli 1965      | Lefèvre                                                                              | Minister van Landsverdediging              |
| 54    |          | Ludovic Moyersoen (1904-1992)              |        | CVP               | 28 juli 1965      | 19 maart 1966     | Harmel                                                                               | Minister van Landsverdediging              |
| 55    |          | Charles Poswick (1924-1994)                |        | PLP               | 19 maart 1966     | 17 juni 1968      | Vanden Boeynants I                                                                   | Minister van Landsverdediging              |
| (53)  |          | Paul-Willem Segers (1900-1983)             |        | CVP               | 17 juni 1968      | 20 januari 1972   | G. Eyskens IV                                                                        | Minister van Landsverdediging              |
| 56    |          | Paul Vanden Boeynants (1919-2001)          |        | PSC               | 20 januari 1972   | 15 oktober 1979   | G. Eyskens V, Leburton, Tindemans I, II, III en IV, Vanden Boeynants II en Martens I | Minister van Landsverdediging              |
| 57    |          | José Desmarets (1925-2019)                 |        | PSC               | 15 oktober 1979   | 18 mei 1980       | Martens I en II                                                                      | Minister van Landsverdediging              |
| (55)  |          | Charles Poswick (1924-1994)                |        | PRL               | 18 mei 1980       | 22 oktober 1980   | Martens III                                                                          | Minister van Landsverdediging              |
| 58    |          | Frank Swaelen (1930-2007)                  |        | CVP               | 22 oktober 1980   | 17 december 1981  | Martens IV, M. Eyskens6                                                              | Minister van Landsverdediging              |
| 59    |          | Alfred Vreven (1937-2000)                  |        | PVV               | 17 december 1981  | 28 november 1985  | Martens V                                                                            | Minister van Landsverdediging              |
| 60    |          | François-Xavier de Donnea (1941)           |        | PRL               | 28 november 1985  | 9 mei 1988        | Martens VI en VII                                                                    | Minister van Landsverdediging              |
| 61    |          | Guy Coëme (1946)                           |        | PS                | 9 mei 1988        | 7 maart 1992      | Martens VIII en IX                                                                   | Minister van Landsverdediging              |
| 62    |          | Leo Delcroix (1949-2022)                   |        | CVP               | 7 maart 1992      | 8 december 1994   | Dehaene I                                                                            | Minister van Landsverdediging              |
| 63    |          | Karel Pinxten (1952)                       |        | CVP               | 8 december 1994   | 23 juni 1995      | Dehaene I                                                                            | Minister van Landsverdediging              |
| 64    |          | Melchior Wathelet (1949)                   |        | PSC               | 23 juni 1995      | 3 september 1995  | Dehaene II                                                                           | Minister van Landsverdediging              |
| 65    |          | Jean-Pol Poncelet (1950)                   |        | PSC               | 3 september 1995  | 12 juli 1999      | Dehaene II                                                                           | Minister van Landsverdediging              |
| 66    |          | André Flahaut (1955)                       |        | PS                | 12 juli 1999      | 21 december 2007  | Verhofstadt I, II                                                                    | Minister van Landsverdediging              |
| 67    |          | Pieter De Crem (1962)                      |        | CD&V              | 21 december 2007  | 11 oktober 2014   | Verhofstadt III, Leterme I, Van Rompuy, Leterme II, Di Rupo                          | Minister van Landsverdediging/ Defensie    |
| 68    |          | Steven Vandeput (1967)                     |        | N-VA              | 11 oktober 2014   | 12 november 2018  | Michel I                                                                             | Minister van Defensie                      |
| 69    |          | Sander Loones (1979)                       |        | N-VA              | 12 november 2018  | 9 december 2018   | Michel I                                                                             | Minister van Defensie                      |
| 70    |          | Didier Reynders (1958)                     |        | MR                | 9 december 2018   | 30 november 2019  | Michel II, Wilmès I                                                                  | Minister van Defensie                      |
| 71    |          | Philippe Goffin (1967)                     |        | MR                | 30 november 2019  | 1 oktober 2020    | Wilmès I, Wilmès II                                                                  | Minister van Defensie                      |
| 72    |          | Ludivine Dedonder (1977)                   |        | PS                | 1 oktober 2020    | 3 februari 2025   | De Croo                                                                              | Minister van Defensie                      |
| 73    |          | Theo Francken (1978)                       |        | N-VA              | 3 februari 2025   | heden             | De Wever                                                                             | Minister van Defensie                      |